# Curt Hansson
Nils Curt Birger Hansson, född 26 januari 1907 i Maria Magdalena församling Stockholm, död 13 juni 1980 i Strömstad, var en svensk skulptör och målare. 
Han var son till skådespelarna Birger Locke och Hilda Lundell samt från gift 1945 med Gertrud Linéa Negri. Hans konstintresse väcktes redan under uppväxtåren och han uppmuntrades av Bruno Liljefors att studera konst vid någon konstinstitution. Men det blev ingen konstskola, istället reste han till Amerika 1923 där han arbetade inom en rad olika yrken. På sin fritid bedrev han självstudier inom olika konstformer. När han återvände till Sverige 1933 började han skapa skulpturer i trä, gips och plastelina. I samband med att han bosatte sig i Stockholm 1944 blev han konstnär på heltid. Hansson var senare bosatt i Strömstad där hans skulptur Västkustflickan från 1961 står i stadsparken. Han medverkade i samlingsutställningar med Sveriges allmänna konstförening och i olika bohuslänska samlingsutställningar.